# Cunissa
Genre
Cunissa est un genre de narcoméduses (hydrozoaires) de la famille des Cuninidae.

## Liste d'espèces
Selon World Register of Marine Species (31 mars 2016), Cunissa comprend les espèces suivantes :
- Cunissa polyphera Haeckel, 1879
- Cunissa polyporpa Haeckel, 1879